# 罗平 (1917年)
罗平（1917年—2003年2月28日） ，原名闫瑞，字生之。河北省涿鹿县大堡镇谷坨村人。中国人民解放军开国少将。

## 生平
1933年涿鹿县高小毕业后，考入张家口（私立）塞北中学（今张家口市第一中学），校长张苏，在校期间受到中共思想影响。1935年进入宣化职业学校就读，响应北平一二九运动组织罢课。1936年毕业后赴西安。1936年10月参加中共领导的“东北军学兵队”，积极参加西安事变。1937年初在东北军任宣传员。1937年3月，由谷牧介绍入党。
抗战爆发后，受组织派遣到绥远后套垦区的五原县和硕公中垦区（也称东北义勇军垦区）参与中共领导的“东北挺进军抗日民族先锋队”（队长兼党总支书记、中共垦区工委书记白乙化，参谋长王德），任中队长。1937年11月底，“抗日民族先锋队”南渡黄河，横穿库布齐沙漠，于1939年1月到达山西河曲并与马占山部脱离关系，编入八路军一二O师。1938年3月罗平调任方山县委书记。1939年3月阎锡山召开第二战区军政民高级干部会议（秋林会议）后，形势极度恶化，罗平调山西青年抗敌决死队第四纵队政治部工作，任纵队党委委员、纵队政治部组织科科长。1939年4月，决死第四纵队拆成了独立第七旅、第二○三旅。罗平兼任独立第七旅政治部（政治部主任李力果）组织科长。决死四纵队在晋西事变中没有受到损失。 
1937年10月，在日军占领绥包的形势下，以白乙化为书记的中共垦区工委决定领导垦民暴动，组织抗日武装。10月19日，垦区工委组织20多名共产党员，在王志成等带领下，袭击了垦区办事处警卫股，缴获了一批枪支弹药，暴动取得了胜利。10月20日，暴动队伍开到五原。后又按中共绥西工委指示，返回垦区训练。为了保存这支革命力量，并争取由绥包退到河套的马占山东北挺进军共同抗日，垦区工委书记白乙化通过马占山挺进军中的地下党员，将暴动部队编人挺进军。11月，由东北垦区暴动队伍组建的抗日民族先锋队正式成立，白乙化任总队长，王德任参谋长。月底，抗日民族先锋队南渡黄河，开赴抗日前线。这是中国共产党在河套地区创建和领导的第一支抗日武装。
1940年5月赴延安，入八路军军政学院学习。1942年入中共中央党校学习，参加了延安整风。
抗战胜利后，任冀察军区位于察南的第十三军分区副政委兼政治部主任、第十三军分区改称第六军分区任副政委，再改称察南军分区任副政委，组建晋察冀军区第一纵队任政治部民运部部长。1949年4月组建华北军区独立步兵第209师，以察哈尔军区警备2团、独立7团合编为625团，以察哈尔军区警备1团、独立13团合编为626团，以察哈尔军区原警备3、4团合并为627团。罗平任第209师政治部主任。 
1950年第209师改编为中国人民解放军空军航空兵第三师，罗平任师政治部主任。1951年任中国人民志愿军空军航空兵第三师政委。中国人民解放军军事学院空军系副政委，空军学院政治部主任，济南军区空军副政委，空军政治部顾问。1983年在北京幸福村空军干休所离休（副兵团职待遇）。
1955年荣获二级独立自由勋章、二级解放勋章。1964晋升为少将军衔。1988年荣获一级红星功勋荣誉章。

## 家人
夫人程代辉（1930年10月-），四川省巴县人。上海芭蕾舞团编导，上海市“三八红旗手”。